# ماركوس شميت
ماركوس شميت (بالألمانية: Markus Schmidt)‏ هو حكم كرة قدم ألماني، ولد في 31 أغسطس 1973.